# Sacvoyagea ventrosa
Sacvoyagea ventrosa (лат.) — вид вымерших насекомых семейства Maguviopseidae (Prosboloidea) из подотряда цикадовых отряда полужесткокрылых. Древнейшие находки происходят из триаса Азии (Мадиген, Кыргызстан). Единственный вид в составе рода Sacvoyagea. Родовое название происходит от французского словосочетания «sac (de) voyage» (саквояж, дорожная сумка).

## Описание
Длина от 5,3 до 7,7 мм. Тегмен выпуклый, субцилиндрический, мелкопунктированный, сильно склеротизованный и равномерно скульптированный. Прекостальные и гипокостальные кили узкие, заметно отклонены. Костальный край в базальной части на 0,3-0,4 почти прямой и отклоняется от края, затем дистально прямой и сходящийся к этому краю. Клавус, занимает не менее 3/4 длины тегмена. Жилка R разветвлена до середины тегмена; жилка М с 2-4 ответвлениями. Вилка жилки CuA хорошо развита, широкая; Mcu присоединяется к cua1; CuA2 длинная. Вид был впервые описан по отпечаткам в 2011 году российским палеоэнтомологом Дмитрием Щербаковым (Палеонтологический институт РАН, Москва, Россия). Среди сестринских таксонов: †Asiocula, Cuanoma, Falcarta, Fasolinka, Krendelia, Maguviopsis, Nevicia, Nonescyta, Phyllotexta, Sitechka.